# Esporte Clube São Luiz
El Esporte Clube São Luiz, más conocido como São Luiz, es un club de fútbol brasileño de la ciudad de Ijuí en Rio Grande do Sul. Fue fundado en 1938, juega en el Campeonato Gaúcho y en el Campeonato Brasileño de Serie D.

## Historia
El Esporte Clube São Luiz fue fundado en el día 20 de febrero de 1938, manteniéndose en el amateurismo hasta la década de 50. En 1973, São Luiz enfrentó en un amistoso a Peñarol, que tenía como destaque a Fernando Morena, y salió ganador por 1 a 0. El equipo de Ijuí quedó famoso en todo Brasil en 1991 cuando empató en 0 a 0 con la Selección Brasileña, que contaba con jugadores del equipo que más tarde se consagró campeón de la Copa Mundial de Fútbol de 1994, como Taffarel, Mazinho, Branco, Mauro Silva y Cafu. En 2013, São Luiz de Ijuí ganó el Campeonato do Interior Gaúcho, trofeo dado al mejor club del interior de Rio Grande do Sul, quedando en el tercer lugar del Campeonato Gaúcho, adelante del tradicional Grêmio, cuarto colocado en ese año.

## Palmarés

### Torneos estaduales
- Campeonato do Interior Gaúcho (1): 2013
- Copa FGF (2): 2022, 2023
- Recopa Gaúcha (1): 2024
- Segunda División del Campeonato Gaúcho (3): 1975, 1990 y 2005